# An Yong-Hak
An Yong-Hak (Prefectura d'Okayama, Japó, 25 d'octubre de 1978) és un exfutbolista nord-coreà. Va disputar 39 partits amb la selecció de Corea del Nord.